# Johann Ulrich Loth

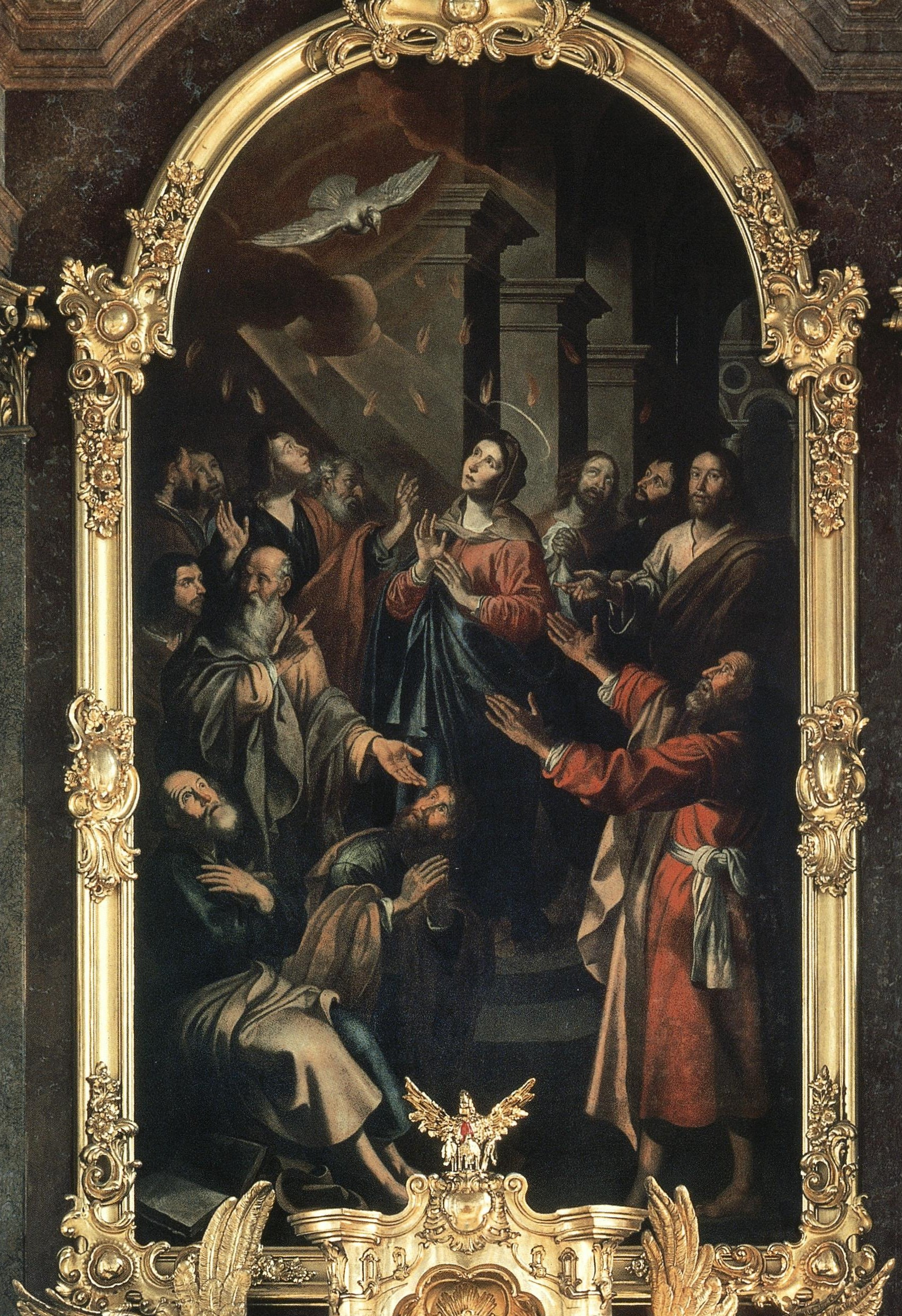
Altarbild, Hl. Geist München, 1649

Johann Ulrich Loth (* vor 1599 in München; † 26. Juni 1662 ebenda) war ein Maler des Frühbarock, dessen Wirken in Oberbayern, hauptsächlich München, nachzuweisen ist. Die Ehrung durch die Stadt München erfolgte 1887 durch die Vergabe eines Straßennamens in der Maxvorstadt (Lothstraße).

## Leben und Werk
Vermutlich wurde Ulrich Loth vor 1599 in München geboren, sein Vater war Glasmaler. Seine Ausbildung absolvierte er ab 1615 am Münchner Hof unter dem Hofmaler Peter Candid, der ihm die notwendigen Kontakte für seine künftige Karriere verschaffte. Dem begabten Schüler wurde von Herzog Maximilian I. ein Stipendium gewährt, der ihn von 1619 bis 1623 auf Studienreise nach Italien schickte. Dort hielt er sich vorrangig in Rom auf. Zurück in Bayern, heiratete er 1624 die Tochter des Malers Hans Krumpper, Libia, aus deren Ehe die Söhne Johann Carl Loth (1632–1698), später der berühmte ‘Carlotto‘, und Franz Loth (1639–1710) hervorgingen. 1629 bat Johann Ulrich Loth um die Befreiung aus dem Hofdienst, doch erst 1644 nahm die Malerzunft ihn als freien Meister in ihre Bücher auf. Doch ließ seine Schaffenskraft nun rasch nach. Ab den späten 1640er Jahren nahm er kaum noch einen Pinsel zur Hand.
An den Münchner Hof zurückgekehrt, verarbeitete Loth die in Italien gesammelten Eindrücke. So griff er in den folgenden Jahrzehnten wiederholt auf die dort gesehenen Motiv- und Figurenkompositionen zurück (Die Berufung von Petrus und Andreas zum Apostelamt, Bayerische Staatsgemäldesammlungen, München; Die Anbetung der Könige, Dom zu Unserer Lieben Frau, München). Loth verzichtete jedoch auf die schonungslose und affektvolle Inszenierung eines Caravaggio. Für den Münchner stand die Umsetzung der von den katholischen Theologen geforderten Bildsprache im Vordergrund. Zur realistischen Wiedergabe dieser Bildsprache benutzte er die kontrastreiche Helldunkelmalerei des Italieners. Ebenso wie dieser ordnete er seine Bildszenen vor undefiniertem und indirekt beleuchtetem Hintergrund an. Durch die Aufnahme einer zusätzlichen Lichtquelle wurden indes die Kontraste gemildert (Matthäus mit dem Engel, Bayerische Staatsgemäldesammlungen, München; Die büßende Magdalena, Bayerische Staatsgemäldesammlungen, München). Loths Farbpalette beherrschen jene warmen Erdtöne, die vor allem die zeitgleich mit ihm in Rom tätigen Utrechter Caravaggisten verwendeten.
Weiterhin spiegelt sich im Œuvre Loths die barocke Bildsprache eines Peter Paul Rubens wider. Seine Kenntnisse des Rubensschen Œuvre basieren dabei vornehmlich auf Reproduktionsgraphiken. Der Rückgriff auf Rubens erfolgt dabei meist auf der Ebene der Kompositionsfindung und nicht hinsichtlich der Malweise (Das letzte Abendmahl, in der kath. Pfarrkirche St. Peter in München; Die Ausgießung des Hl. Geistes, kath. Pfarrkirche Hl. Geist, München). Die einzige Ausnahme bildet das Apokalyptische Weib in der kath. Pfarrkirche St. Zeno in Isen, ein Altargemälde, das auf Wunsch des Auftraggebers sehr eng an das Rubensche Original angelehnt ist.
Loths Œuvre bietet ein breites Spektrum an caravaggesken Halbfigurenbildern, monumentalen Altargemälden in den prominentesten Münchner Kirchen, großformatige Historienszenen zur Ausstattung der Prunkräume des Schlosses Alt-Schleißheim sowie private Andachtsbilder. Aus historischer Sicht ist seine Malerei als künstlerischer Ausdruck der gegenreformatorischen Bestrebungen des bayerischen Kurfürsten Maximilians I. zu werten.

## Auswahl seiner Werke

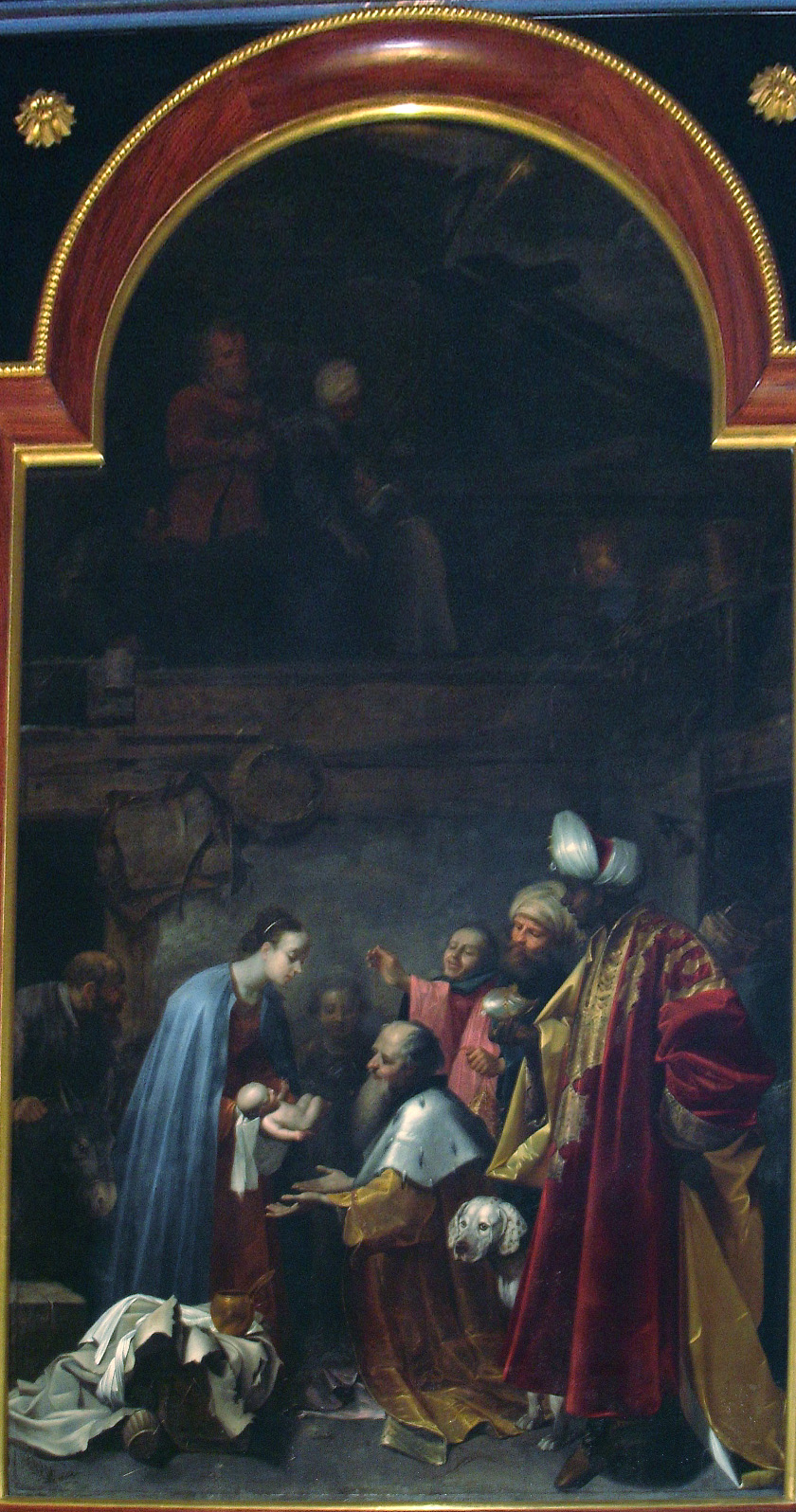
Die Anbetung der Heiligen drei Könige, Frauenkirche München, 1628

- Der hl. Franz Xaver, 1624, St. Michael (München)
- Die Berufung von Petrus und Andreas zum Apostelamt, um 1620–25, Bayerische Staatsgemäldesammlungen, München
- Matthäus mit dem Engel, um 1620–25, Bayerische Staatsgemäldesammlungen, München
- Der hl. Hieronymus mit dem Posaunenengel, um 1625–1635, Kapuzinerkloster St. Anton, München
- Die Anbetung der Hl. Drei Könige, 1628, Frauenkirche (München)
- Der Tod Mariens, 1629, Dom St. Maria und St. Korbinian, Freising
- Die büßende Magdalena, 1630, Bayerische Staatsgemäldesammlungen, München
- Die hll. Rupert und Maximilian, 1631, Salinenkapelle St. Rupert und Maximilian, Traunstein
- Der hl. Georg und Margaretha, 1632, Dom zu Unserer Lieben Frau, München
- Die Hl. Familie des Stifters Johann von Werth, 1633, kath. Pfarrkirche Mariä Lichtmess, Lindkirchen
- Pallas, 1636, Bayerische Staatsgemäldesammlungen, München
- Aussendung Esaus, vor 1637, Museé des Beaux-Arts, Nancy
- Segnung Jakobs, vor 1637, Landesmuseum Mainz
- Rückkehr Esaus, vor 1637, Bayerische Staatsgemäldesammlungen, München
- Der ungläubige Thomas, um 1630–1640, Bayerische Staatsgemäldesammlungen, München
- Die Hl. Familie in der Werkstatt, um 1630–1640, Bayerische Staatsgemäldesammlungen, München
- Die Rückkehr aus Ägypten, um 1630–50, Bayerische Staatsgemäldesammlungen, München
- Die Himmelfahrt Mariä, 1642, kath. Stadtpfarrkirche Mariä Himmelfahrt, Weilheim
- Das letzte Abendmahl, 1644, kath. Pfarrkirche St. Peter, München
- Der reuige Petrus, 1646, Bayerische Staatsgemäldesammlungen, München
- Die Ausgießung des Hl. Geistes, 1649, kath. Pfarrkirche Hl. Geist, München
- Die Aufnahme Mariens in den Himmel, 1649–1650, kath. Stadtpfarrkirche St. Jakob, Wasserburg am Inn
- Das Apokalyptische Weib, 1652, kath. Pfarrkirche St. Zeno, Isen

## Ausstellung
Ulrich Loth: Zwischen Caravaggio und Rubens, 8. Mai – 7. September 2008, Alte Pinakothek München